# Neurorehabilitace
Neurorehabilitace (složenina slov neuro (zkrácenina neurologie) + rehabilitace) je specializace neurověd, která se zabývá studiem a aplikací komplexních lékařských procesů, jejichž cílem je zotavení pacienta po poranění nervové soustavy a minimalizování a/nebo kompenzace funkčních změn z toho plynoucích.